# 231666 Aisymnos
231666 Aisymnos è un asteroide troiano di Giove del campo greco. Scoperto nel 1960, presenta un'orbita caratterizzata da un semiasse maggiore pari a 5,3131221 UA e da un'eccentricità di 0,0511163, inclinata di 5,26796° rispetto all'eclittica.
L'asteroide è dedicato al condottiero danao Esimno.
L'identificazione di questo corpo celeste è avvenuta nell'ambito del progetto DANEOPS che a partire dal 1999 ha riesaminato lastre fotografiche dell'osservatorio di Monte Palomar. Poiché il regolamento dell'IAU in vigore all'epoca definiva la data della scoperta come quella della prima osservazione utile, si è generata la curiosa situazione che la data ufficiale di scoperta è antecedente alla data di nascita di uno degli scopritori.